# هلنیسم

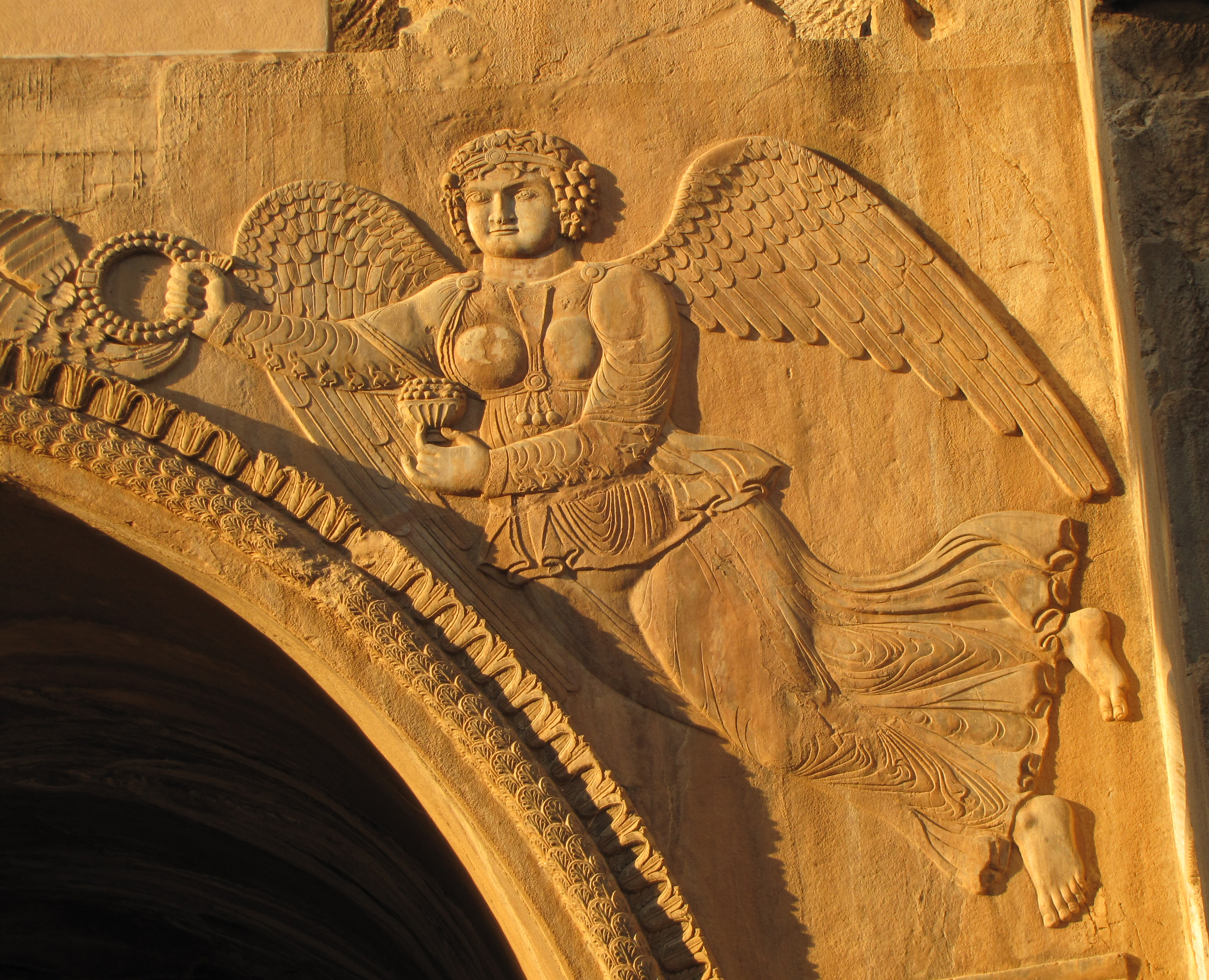
الهه نیکه در طاق بستان از تاثیرات هلنی در دوره ی ساسانیان

هِلِنیسم (به انگلیسی: Hellenism) یا هِلِنی‌سازی (به انگلیسی: Hellenization)، پذیرش فرهنگ، مذهب، زبان و هویت یونانی توسط مردمان نایونانی است. در دوره باستان، استعمار اغلب به یونانی شدن مردمان بومی انجامید. در دوره هِلِنیستی، بسیاری از سرزمین‌هایی که توسط اسکندر مقدونی فتح شده بودند، هِلِنیزه شدند. تحت امپراتوری روم شرقی (بیزانس)، بسیاری از قلمرو آن یونانی شد. و در دوران نوین، فرهنگ یونانی بر فرهنگ‌های اقلیت در یونان مدرن چیره شده‌است.{{نیازمند منبع}}
دوران هِلِنی از لشکرکشی‌های اِسکَندر مقدونی به شرق آغاز می‌شود و از فتوحات او تا استقرار سلطه روم تا آسیای صغیر و مصر به طول می‌انجامد (از قرن سوم قبل از میلاد تا اول میلادی).
با درآمیختگی تمدن شرق و غرب (یونان و خاورمیانه) این دوران هر روز شکوفاتر می‌گردد.
برای نخستین بار یک تاریخدان آلمانی در سال ۱۷۳۶ میلادی واژه «هِلِنیسم» را به کار برد و پس از آن این نام به دوره‌ای از تاریخ سیاسی و فرهنگی و هنری یونان که مشخصه آن پدید آمدن دولت‌ها در مناطق امپراتوری یونان پس از مرگ اسکندر بود به کار برده شد.{{نیازمند منبع}}
این دوره از سال ۳۳۰ ق. م تا ۲۷ ق. م تداوم یافت. محدودهٔ جغرافیایی هنر هِلِنی از شمال تا جنوب روسیه، از شرق تا هند و از جنوب مصر و شمال آفریقا و از طرف غرب کناره‌های مدیترانه، فرانسه و اسپانیا بوده‌است.
شهر تاکسیلادر پاکستان جزو آثار دوره هلنی است. پیروزی اسکندر مقدونی موجب گسترش تمدن و هنر یونان به سایر نقاط گردید. تا آنجا که نیمی از جهان آن روز را زیر فرمان خود قرار داده بود.{{نیازمند منبع}}
این گسترش روزافزون موجب گردید که هنر اصیل یونان، تعمیم و اعتبار خود را از دست بدهد و در اغلب موارد منحصراً برای عظمت مادی و شکوه و جلال کاخ‌های حاکمان مقتدر بکار رود و از طرفی این دوره از نظر هنری و فرهنگی تحت نفوذ عناصر فرهنگی و هنری مشرق زمین قرارگرفت و به این ترتیب هنری متبلور گردید که آن را «یونانی مآبی» (هلنیسم) نام نهاده‌اند. البته برخی از پژوهندگان معتقدند که هنر دوره هلنی یا یونانی مآبی دنباله مستقیم تحولاتی است که نه در زمان اسکندر بلکه پنجاه سال پیش از آن روی داد.
اسکندر مقدونی که خود اهل علم و دانش بود موانع سیاسی را که از تقابل فرهنگی جلوگیری می‌کرد از میان برداشت. او به هر سرزمینی که پا می‌گذاشت پس از فتح آن، آنجا را مرکز آداب و رسوم و فرهنگ یونانی‌ها قرار می‌داد. زبان و ادبیات، معماری، ورزش و سایر دستاوردها و رسوم یونانی را با خود به آنجا می‌برد و در جهت بسط و گسترش آن می‌کوشید.{{نیازمند منبع}}
او برای اولین بار حکومت یونان را که قبلاً به صورت ایالتی اداره می‌شد به شکل مستقل و واحدی درآورد. در این دوره فرد گرائی در تمام زمینه‌ها ظاهر می‌شود . سنت‌های کهنه و دست و پاگیر که مانع رقابت آزاد می‌شود منسوخ می‌گردد و انجمن‌های تحقیقاتی، کتابخانه‌ها و موزه‌ها تشکیل و گرد آوری آثار هنری به شکل منظم و طبق برنامه آغاز می‌گردد. هنرمندان با رهایی از قید و بند وطن خویش در مراکز فرهنگی بزرگ و بین‌المللی گرد می‌آیند. درفرهنگ و هنر این عصر همبستگی جهانی بین دانشمندان و هنرمندان صورت می‌گیرد.{{نیازمند منبع}}
در عصر هلنی، تئاترها و ورزشگاه‌ها از دوران کلاسیک بسیار بزرگتر بودند. تئاترهای این عصر ده‌ها هزار تماشاچی را درون خود جای می‌داد. در بسیاری از بناهای عمومی شهرها تئاترهایی برپا می‌گشت. این گسترش مدنیت هلنی با تغییرات کیفی همراه بود و ضمناً میراث فرهنگی شرق را نیز دربرداشت.{{نیازمند منبع}}
رشته‌هایی که درفرهنگ کلاسیک یونان از موقعیت پایین‌تری برخوردار بودند اهمیت اساسی یافتند. مانند: فنون، علوم دقیقه، علوم طبیعی، طب، جراحی و کشاورزی به سطح بی‌سابقه‌ای می‌رسند و در مقابل علوم اجتماعی، فلسفه، ادبیات و تا اندازه‌ای هنر به انحطاط کشیده می‌شوند. این انحطاط با کاهش فعالیت‌های اجتماعی و سیاسی توده‌ها قابل بیان است. پیدایش شهرها در گستره‌ای وسیع، رشد بازرگانی، دریایی و گسترش جنگ‌ها میان قدرت‌های دریایی و زمین، تکمیل تکنیک را ایجاب می‌کند.{{نیازمند منبع}}
تکنیک هلنی نمونه‌های شگفت‌انگیزی ارائه داد. کشتی‌ها می‌توانستند هزاران نفر را با خود حمل کنند. در اتاق‌ها و سالن‌های روی عرشه برای مسافران عالی‌رتبه وسایل راحتی و تفریح فراهم بود. در عصر اسکندر مقدونی دگرگونی بسیار چشمگیری در موقعیت هنرمندان ایجاد گردید. با ورود آموزش‌های فلسفی و ادبی به محافل هنرمندان، مجزا ساختن آنان از صنعت‌گران معمولی آغاز شد. از این پس به آنان مانند صنعت‌گران ساده که از ارزش معنوی بی‌بهره بودند نگریسته نمی‌شد بلکه به عنوان هنرمند مقام والایی کسب کردند و مورد قدرشناسی مردم قرار گرفتند.{{نیازمند منبع}}

## هنر دوره هلنی
در دورهٔ هلنی یونانی‌ها در پیکره سازی تجسم آلام جسمی و اضطرابها و جنبش‌های نامنظم و تشویق‌آمیز روح و جسم را که از مشرق زمین اقتباس کرده بودند، نشان دادند. مهم‌ترین و بهترین آثار هنری در آسیای صغیر یافت شده‌است، از نمونه‌های ارزشمند آن پیکره‌های نقش بر جستهٔ نمای شمالی معبد زئوس در پرگاموناست که به بهترین شیوه ساخته و پرداخته شده‌است.

## معماری
پس از تسخیر مشرق زمین توسط اسکندرمقدونی، امتزاجی از اندیشه‌ها، دینها و هنرهای
غربی و شرقی پدیدار شد، که موجب تغییر و دگرگونی در معماری یونانی گردید. گوناگونیها، پیچیدگیها و پیشرفتهای چشمگیر فرهنگ هلنی به یک شیوه معماری با مقیاسی بزرگ و تنوعی پر
دامنه به مراتب فراتر از آنچه کشور – شهر کلاسیک می‌توانست بطلبد، نیازمند بود فعالیت‌های ساختمانی از مراکز قدیمی واقع درسرزمین اصلی یونان به شهرهای پر رونق
پادشاهان هلنی در آسیای صغیر که مرکزیت بیشتری برای دنیای هلنی داشتند، انتقال یافت. مقیاس بزرگ و گسترش استادانه فضاهای درونی بناها که این یکی از ویژگی‌های معماری‌هلنی بود، معماری خانگی را گسترش می‌دهند که پولیس‌های سنتی این شرایط را ایجاد نمی‌کردند از بناهای مهم این دوره می‌توان به معبد آپولون در «دودوما» نزدیک‌شهر میلتوس در آسیای صغیر و تئاتر سر گشاده اپیداوروس اشاره کرد. سیر تکاملی هنر یونان را می‌توان چنین جمعبندی کرد: در قرن ششم پیش از میلاد استقلال هنر کشف گردید و در قرن پنجم پیش از میلاد (عصر کلاسیک) به کار گرفته شد. در قرن چهارم قبل از میلاد هنر به زیبایی گرایی روی آورد و در قرن پیش از میلاد (عصر هلنی) و از آن به بعد (قرن دوم و اول قبل از میلاد) به اوج خود رسید و پیوندی جهانی یافت.{{نیازمند منبع}}